# 쿠스 (악기)

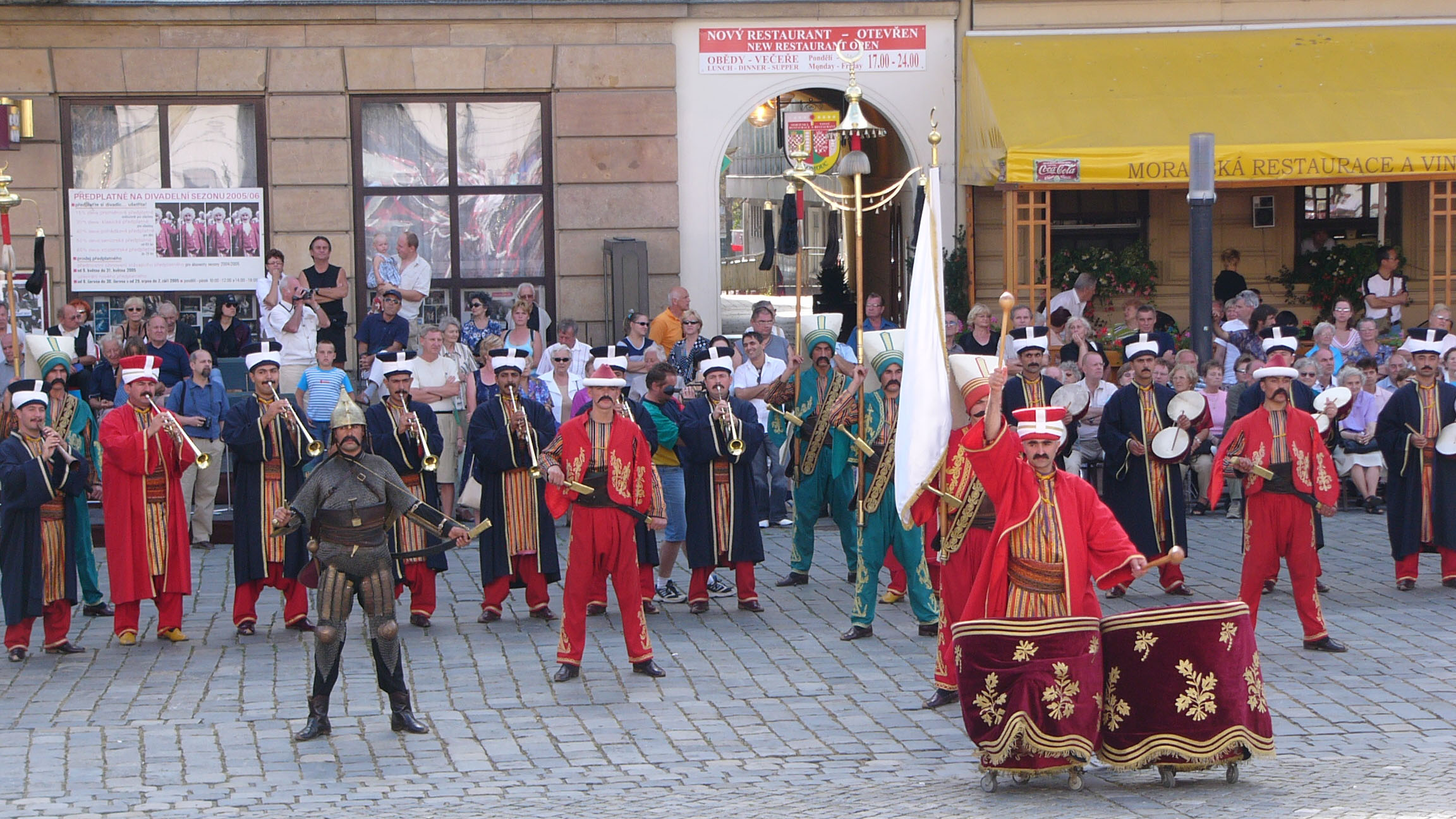

쿠스(페르시아어: کوس, Kus)는 페르시아의 고대 악기로서 팀파니와 유사한 대형 케틀드럼이다.
쿠스는 행군을 의미하는 팔라비어의 군사 용어이다. 본 몰(Von Mohl)에 따르면 이 용어는 파르티아 제국(기원전 248~224년 사이) 기간으로 추정되는 아람어에서 차용한 쿠사(Kūša)이다.